# Šintava
Šintava (in ungherese Sempte) è un comune della Slovacchia facente parte del distretto di Galanta, nella regione di Trnava. Tra i cittadini legati alla città troviamo la scrittrice e poetessa Therese von Artner.